# 석판 인쇄

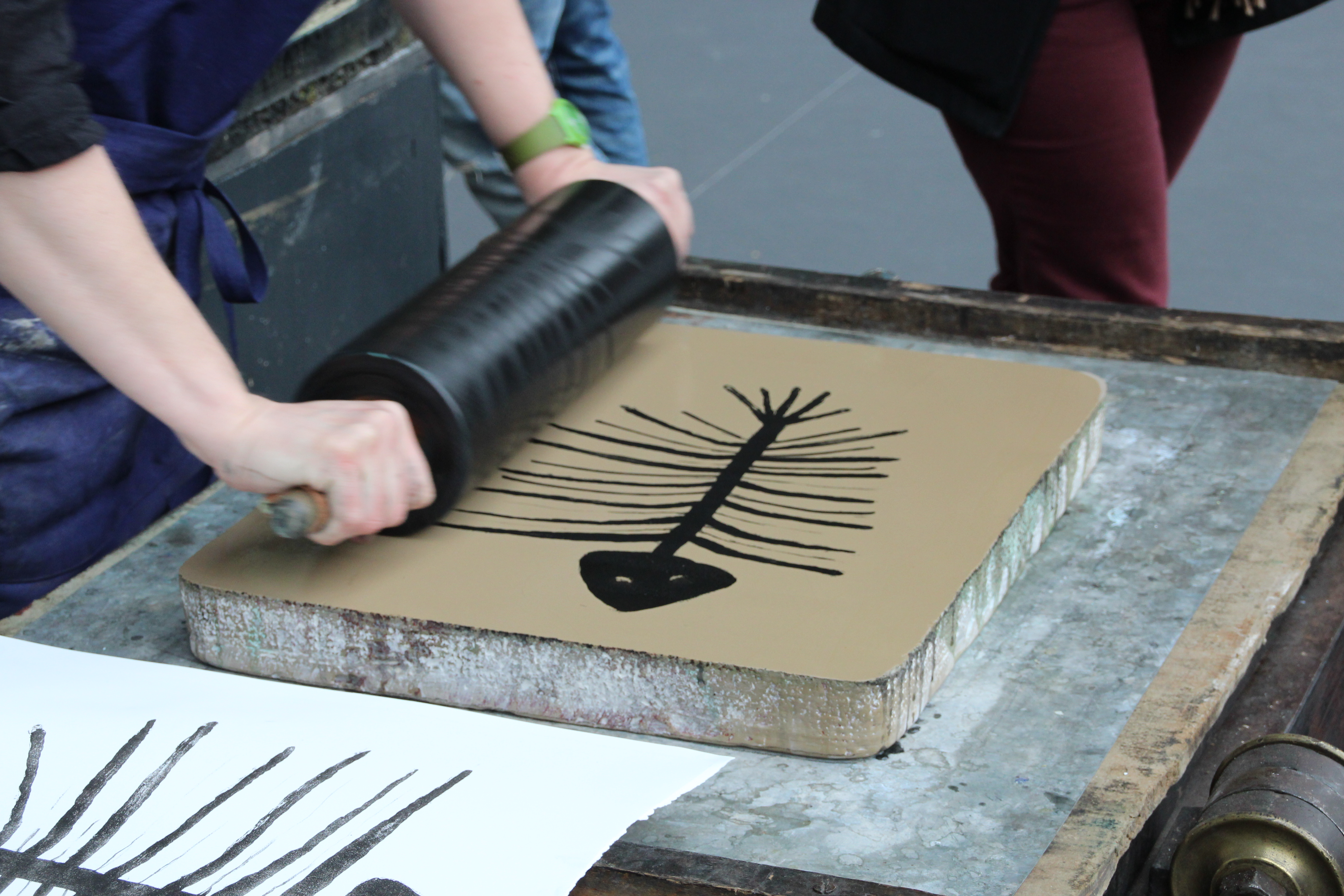
석판에 잉크를 바르는 모습

석판 인쇄(石版印刷) 또는 리소그래피(lithography)는 매끄러운 석판이나 금속을 이용하여 인쇄하는 기법이다. 물과 기름이 섞이지 않는 원리를 이용한 인쇄 방식이다. 표면의 요철을 이용하지 않은 인쇄 방법인 평판 인쇄의 한 종류이다.
18세기말에 독일 사람 제네펠더(Aloys Senefelder)가 발명한 평판 인쇄법으로 석회석을 사용한 까닭에 그리스어의 돌(lithos)에서 이름 붙여졌는데 뒤에는 금속판을 사용할 경우도 같은 종류의 기법은 전부 리소그래피라 부르게 되었다. 물과 기름이 반발하는 성질을 이용한 그 원리는 탄산칼슘이 많은 석회석 등의 판면에 유지(油脂)를 함유한 묘화재(描畵材)가 작용하여 질산 고무액에 의하여 지방산 칼슘이 생겨 물에 녹지 않고 유지분을 끌어들이는 면이 되는 부분과 물은 흡수하나 유지에는 반발하는 부분을 만들게 된다.
소재는 독일의 졸렌호펜(Solnhofen)에서 생산된 석회석이 양질로 알려지고 있는데, 보통 대리석이나 백조석(白彫石)·현창석(玄昌石)에서 석고판(石膏板) 젖빛 유리 등에도 응용된다. 현재 가장 많이 쓰이는 것은 취급하기가 쉽고 판면도 크게 잡을 수 있는 아연판이다. 셸락(shellac)·비누분 등을 함유한 리트로 녹이는 먹이 있고, 물로 녹여서 펜이나 붓으로 그리고 고형으로 된 평판용 크레용은 지방·수지·경랍 등을 주성분으로 한 것이다. 이외에도 진한 연필이나 색연필·유성잉크 등 유지성 재료는 전부 쓰인다.
부식액은 지방의 감수성(感受性)을 저지시키는데 쓰이는 용액으로, 석회석에는 아라비아 고무(gum arabic)를 더운 물에 푼 아라비아 고무액에 소량의 질산을 가한 질산 고무액을 사용하고, 아연판에서는 아라비아 고무액에 인산을 소량 섞은 인산 고무액을 사용한다. 이것은 또한 에치액으로 불릴 경우도 있다. 지방의 감수성을 부활시키기 위해서 석회석에는 구연산이나 질산 등을 사용하고, 아연판에는 구운 명반액에 소량의 질산을 가한 것을 사용한다. 이것을 정면액(整面液)이라 하고 있다.

## 같이 보기
- 에칭
- 오프셋 인쇄

## 참고 문헌
- 이 문서에는 다음커뮤니케이션(현 카카오)에서 GFDL 또는 CC-SA 라이선스로 배포한 글로벌 세계대백과사전의 내용을 기초로 작성된 글이 포함되어 있습니다.